# CSO Amnéville
Club Sportif Orne 1919 Amnéville-les-Thermes là một đội bóng đá Pháp thành lập năm 1919. Đội có trụ sở tại Amnéville, Pháp. Đội chơi ở Stade Municipal ở Amnéville.
Vào mùa hè năm 2017, câu lạc bộ đã có một cuộc tranh cãi với Liên đoàn bóng đá Pháp sau khi bị từ chối thăng hạng vì lý do tài chính. Cuối cùng họ được nhận vào Championnat National 3 một tháng vào mùa giải, sau khi đã tham dự các trận đấu trong giải đấu khu vực.

## Đội hình hiện tại
Tính đến tháng 11 năm 2009. 
| No. |            | Position | Player               |
| --- | ---------- | -------- | -------------------- |
|     | France     | GK       | Alexandre Abello     |
|     | France     | GK       | Yannick Suzanne      |
|     | Algeria    | DF       | Mehdi Méniri         |
|     | France     | DF       | Mehdi Martin         |
|     | Luxembourg | DF       | Guillaume Mura       |
|     | France     | DF       | Christophe Natanelic |
|     | France     | DF       | Pierre Nocilla       |
|     | France     | DF       | Grégory San Andres   |
|     | Senegal    | DF       | Noumouke Sissoko     |
|     | France     | MF       | Johann Culianez      |
|     | France     | MF       | Thierry Joly         |

| No. |        | Position | Player             |
| --- | ------ | -------- | ------------------ |
|     | France | MF       | Ridha Lahoussine   |
|     | France | MF       | Alexandre Luthardt |
|     | France | MF       | Thierry Steinmetz  |
|     | Turkey | MF       | Kasim Yildiz       |
|     | France | FW       | Grégory Adler      |
|     | France | FW       | Nabil Benhamza     |
|     | France | FW       | Freddy Bourgeois   |
|     | France | FW       | Frédéric Marques   |
|     | France | FW       | Hakim Menaï        |
|     | France | FW       | Florent Osswald    |
|     | France | FW       | Fatih Sahin        |

## liên kết ngoài
- Trang web chính thức của CSO Amnéville (tiếng Pháp)